# Disco Tits
Disco Tits ist ein Lied der schwedischen Sängerin und Songwriterin Tove Lo. Der Song wurde am 7. September 2017 als erste Single aus ihrem kommenden dritten Studioalbum Blue Lips unter dem Label Republic veröffentlicht. Eine Woche vor der Veröffentlichung wurde dieser auf Spotify hochgeladen, jedoch kurze Zeit später wieder von der Plattform entfernt.

## Komposition und Entstehung
Inhaltlich handelt der Song davon, sich mit seiner neuen Liebe zu verlieren. Der Song-Titel spielt auf einen damaligen Festival-Trend an, sich die Brüste mit Glitter und Strass-Steinchen zu dekorieren.
Das Lied ist ein Disko-beeinflusster Electroclash und Dance-Pop-Song mit einem Tempo von 110 Beats pro Minute. Geschrieben wurde der Song von Tove Lo, Ludvig Söderberg und Jakob Jerlström, die (außer Lo) unter dem Namen  The Struts den Song auch produzierten.

## Titelliste
- Download

1. "Disco Tits" – 3:44

- Remixes

1. "Disco Tits" (Oliver Remix) – 4:23
2. "Disco Tits" (Beatanger Remix) – 6:30
3. "Disco Tits" (KREAM Remix) – 2:59

- Remixes (Part II)

1. "Disco Tits" (Kris Lake Remix) – 5:02
2. "Disco Tits" (LENNO Remix) – 4:02
3. "Disco Tits" (MK Remix) – 5:02

## Mitwirkende
- Tove Lo – Gesang, Songwriter
- Jakob Jerlström – Songwriter, Produzent
- Ludvig Söderberg – Songwriter, Produzent
- Chris Gehringer – Mastering
- John Hanes – Mixing-Assistent
- Serban Ghenea – Mixing
- Fat Max Gsus – Hintergrundgesang

## Chartplatzierungen
Der Song erreichte in ihrer Heimat Schweden den Rang 55 in den Singlecharts. Dies ist dort ihr sechster Charterfolg als Solokünstlerin und der achte insgesamt. Des Weiteren platzierte sich der Song in Schottland auf Platz 94.
| ChartsChartplatzierungen | Höchstplatzierung | Wochen |
| ------------------------ | ----------------- | ------ |
| Schweden (GLF)           | 55 (1 Wo.)        | 1      |